# Schubkopstekelkruin
De schubkopstekelkruin (Phacellodomus striaticeps) is een zangvogel uit de familie Furnariidae (ovenvogels).

## Verspreiding en leefgebied
Deze soort komt voor van zuidelijk Peru tot noordelijk Argentinië en telt twee ondersoorten:
- P. s. griseipectus: zuidelijk Peru.
- P. s. striaticeps: westelijk Bolivia en noordwestelijk Argentinië.

## Status
De grootte van de populatie is niet gekwantificeerd maar de soort wordt omschreven als schaars. Op de Rode lijst van de IUCN heeft deze soort de status niet bedreigd.